# Wieża spadochronowa w Toruniu
Wieża spadochronowa w Toruniu – wieża szkoleniowa dla skoczków spadochronowych, znajdująca się w pobliżu dworca kolejowego Toruń Główny, ok. 30 metrów od ul. Dybowskiej w Toruniu. Wieżę o wysokości ok. 20 m wybudowano w 1937 roku z inicjatywy Ligi Obrony Powietrznej i Przeciwgazowej. W czerwcu 1938 roku odbył się pierwszy kurs spadochronowy I stopnia z wykorzystaniem wieży. Rozebrano ją prawdopodobnie pod koniec II wojny światowej. Zachowały się tylko fragmenty jej fundamentów.